# نادي الكرامة (سوريا)
نادي الكرامة الرياضي هو نادٍ رياضي سوري، مقره في مدينة حمص التي تعدّ مركز المنطقة الوسطى في سوريا، تأسس النادي عام 1928، اللعبة الرئيسية فيه هي كرة القدم، وقد نال بعد مشاركته الآسيوية عام 2006 شهرة عربية، ويلعب الفريق مبارياته في ملعب خالد بن الوليد.
قدم النادي العديد من الشهداء اثناء اندلاع الثورة السورية وكانت الالتراس الخاصة بالنادي من اول المجموعات المعارضة للأسد

## نادي الكرامة منذ التأسيس إلى يومنا هذا

### لمحة تاريخية
بتاريخ 18 شباط 1971، أصدر حافظ الاسد المرسوم التشريعي رقم /38 / الناظم للحركة الرياضية في الجمهورية العربية السورية وعلى أثره تم دمج الأندية الرياضية بقرار من المكتب التنفيذي للاتحاد الرياضي العام رقم /59/ تاريخ 18آب 1972 ونادي الكرامة هو حصيلة دمج عدة أندية أهلية في مدينة حمص وهي أندية خالد بن الوليد – الوحدة – الجهاد – التضامن – الطلائع وكانت هذه الأندية تمارس الألعاب الرياضية بشكل اختصاصي ويعدّ ناديا خالد بن الوليد والوحدة النواة الأساسية لنادي الكرامة.

### نادي خالد بن الوليد
تأسس نادي خالد بن الوليد عام 1928 في زمن الاحتلال الفرنسي عبر شباب المدينة الذين فكروا في تأسيس نادي رياضي يضمهم ويسمح لهم بممارسة الرياضية بشكل رسمي فتنادى كل من خالد مورهلي وهو من دمشق والصيدلي ليان طرابلسي وعبد القادر الجمالي وحيدر الدروبي وصلاح الحسيني وممدوح موصلي وعبد الرحمن رشاد ونصوح وياسر وجمعة وشوكت ورأفت الأتاسي وعبد المؤمن الشيخة وبرهان الدروبي ورضا الجمالي وأسسوا النادي وكان باكورة بطولاته بلعبة كرة القدم في 25 نيسان 1948 حيث فازوا ببطولة القطر ممثلين لمنتخب حمص بعد فوزهم في المباراة النهائية على منتخب حلب بهدفين لهدف بعد التمديد، وسجل الهدف الأول المربي ساطع الأتاسي والهدف الثاني قصي الجابري، وحافظ نادي خالد على لقبه في العام التالي ثم عاد ليفوز ببطولة سوريا عام 1952وكانت لعبة كرة القدم اللعبة الرئيسية في هذا النادي.

### نادي الجهاد
بدأ أبناء نادي الجهاد يمارسون الرياضة في هذا النادي في 17 نيسان 1948، ولكن صغر سن مؤسسيه لم يمنح النادي الترخيص النظامي حتى عام 1952 حيث تم تأسس النادي رسمياً وأسس تحت اسم نادي اليقظة في حي بستان الديوان، وترأسه آنذاك السيد أنيس ناصر وضم في عضويته جورج حنا – إحسان مطر – إيلي ناصر – إنعام غاوي – سري ناصيف، ورعتهم السيدة سلمى ختن، ومنحتهم خزانة في منزلها وفسحة سماوية من باحة المنزل للنشاط الرياضي وكانت اللعبة الرئيسية في النادي الكرة الطائرة حيث بقي بطلاً لمدينة حمص لمدة عشرون عاماً متتالية، وبرز منه اللاعبين أكرم خزام وإحسان مطر بلعبتي كرة الطائرة وكرة السلة وكان أكرم من أكثر اللاعبين تمثيلاً للمنتخب الوطني لمدة عشرة أعوام متتالية خلال فترة الخمسينيات، وإحسان مطر الذي مثل منتخب الجمهورية العربية المتحدة عام 1959 والذي كان يضم القطرين الشقيقين مصر وسوريا، كما ظهر معهما ظافر مسوح وأكرم غراب، بعد ذلك انتقل مقر النادي إلى حي المحطة بجانب المركز الثقافي العربي، ومن أبرز أعضائه السيد سميح اسكندر الإداري الناجح ولاعب كرة القدم المتألق، وسري صواف أمين سر النادي ورفعت مره ومنيف مسوح وشاكر حارس وعبودي غاوي ونديم ناصر، ومن خريجي المعهد العالي في جمهورية مصر العربية ممدوح حداد وأنطوان مطر وكانت لعبة كرة السلة في هذا النادي المنافسة الدائمة لنادي حمص الأهلي على بطولة المدينة.
نادي الجهاد أول نادي في مدينة حمص مارست فيه المرأة الرياضة، حيث أسس أول فريق للسيدات بكرة السلة وكرة الطائرة عام 1957 ونال بطولة حمص وسوريا عدة سنوات كما مارس لعبة الدراجات وتنس الطاولة وكان من أبرز لاعباته ندوة شاهين بطلة سوريا لمدة خمس سنوات.

### نادي الوحدة
تأسس في 25 شباط 1958، حيث انفصلت مجموعة كبيرة من نادي خالد بن الوليد لتنضوي تحت اسم نادي الوحدة، ومن أبرز الذين توالوا على رئاسة النادي الأستاذ ساطع الأتاسي والمحامي نورس السباعي والسيد زهير طليمات والسيد راتب الخضري ومن أبرز لاعبيه : نور الدين تركماني – عمر صالح أغا – مروان الشبعان - فهد الرئيس – راكان الرئيس – خضر المسدي – بدوي المسدي – فاضل جنيد – عبد الحفيظ عرب – جميل جرو – ملاذ السباعي – غزوان زهرة – رياض البوشي – جلاء إلياس – فواز شاهرلي.
مارس النادي ألعاب كرة القدم وكرة السلة وكرة الطائرة وكرة اليد وتنس الطاولة وكرة المضرب وألعاب القوى والسباحة والدراجات.
فاز ببطولة حمص في السباحة وكرة المضرب والدراجات وبكافة الفئات بالفترة من عام 1960 ولغاية عام 1968، ونال بطولة أندية الدرجة الأولى في كرة اليد عام 1968، ونال بطولة حمص بألعاب القوى عامي 1964 و1965 ونال بطولة حمص لفئة الأشبال عام 1967 وأشبال تنس الطاولة بحمص عام 1966 وانتزع بطولة حمص من نادي الجهاد عام 1967.
في عام 1963، اعتمد نادي الوحدة على مجموعة من الأشبال الذين تفرغ لتدريبهم السيد بدوي المسدي، ومن اللاعبين الذين كانوا يشكلون العمود الفقري للفريق : عبد الحفيظ عرب – جميل جرو – فواز شاهرلي – ملاذ السباعي – جلاء إلياس وانضم إليهم فيما بعد فاضل جنيد- عمر خليل – غزوان زهرة....وشكل هذا الفريق خطراً على فرق الأندية الأخرى بعد دفعه إلى الملعب لملاقاة المخضرمين.
استقدم النادي عدة فرق بكرة القدم كفريق القوة الجوية عام 1958 وفريق روماني عام 59 وفريق النجوم الأمريكي عام 62 ونادي الصفاء اللبناني والجامعة الأمريكية عام 1960 وشبيبة المزرعة اللبناني عام 1968.
بدأ نضال الفريق في بطولات المناطق والتي كانت تمهيداً للاشتراك في الدوري الممتاز والذي أقيم ولأول مرة في سوريا إلا أنه لم يوفق للمشاركة فيه لعدم فوزه ببطولة المناطق حيث كانت فرق أندية الجهاد وخالد بن الوليد والتضامن والطلائع، والتي تشكل اليوم بمجموعها نادي الكرامة، بعيدة عن نشاطاتها لأسباب مختلفة، وكان منافسه آن ذاك نادي الفداء (الوثبة حالياً) والذي مثل مدينة حمص في تلك المسابقة.
كانت تلك المشاركة عبرة للنادي وفي موسم 1966 - 1967 استطاع الفوز ببطولة أندية الدرجة الأولى، إلا أن اتحاد كرة القدم في تلك الفترة أوجد أسباباً أبعد بموجبها نادي الوحدة (الكرامة حاليا) عن البطولة وفوت عليه الفرصة، ومع ذلك استطاع التادي المجتهد في العام التالي أن يفوز ببطولة أندية الدرجة الأولى ومن ثم سطع نجمه بين أندية الدرجة الممتازة منذ ذاك الحين.

### نادي التضامن
تأسس عام 1953 لحاجة أبناء المدينة الماسة لممارسة ألعاب القوة ونشرها بين الشباب، ومارس النادي ألعاب المصارعة والملاكمة وكان مقره في نهاية شارع الدبلان، وكان النادي يضم غرفاً كبيرة لممارسة هذه الألعاب، وحافظ النادي على بطولات المدينة لسنوات طويلة مع المنافسة القويّة من باقي الأندية ومن أبطاله بالملاكمة عبد الرحيم مصطفى وعبد الرحيم جنيد وفؤاد عبد المولى وماهر برغوث وخضير شمالية الذين مارسوا اللعبة بإشراف مروان الأمين.. ومن ثم عبد الحكيم أفيوني اما في المصارعة فنذكر فوزي سلوم وعبد الجواد قباني وفيصل زهرة ومحمد ديب الطيار.

### نادي الطلائع
نال ترخيصه عام 1953، ومارس ألعاب القوى وكان مقره في حي جورة الشياح ومن أبرز مؤسسيه صالح طليمات وعبد الوهاب الكيال ووترأسه الدكتور غصوب الرفاعي وزير الصحة السابق ومن أبرز لاعبيه بالمصارعة: راتب بالي وساطع طليمات وعبد الجليل واضوح الفاخوري وعبد السلام نعمان.أما على صعيد لعبة الملاكمة فنذكر موسى مكحل وأحمد عز الدين وإبراهيم أبو حجاب وسليم عيساوي وفي لعبة رفع الأثقال نذكر نبيه طليمات وعدنان مكحل وفي لعبة كمال الأجسام ممدوح طليمات وممدوح دربي.

### نادي الكرامة
في دوري موسم 1974 ـ 1975 نال الكرامة أول بطولة للدوري بقيادة المدرب عمر صالح آغا، ثم كانت الريادة له بجمع بطولتي الدوري والكأس لأول مرة بتاريخ سوريا موسم 1982 - 1983 بقيادة جميل جرو، وبعدها وبموسم 1983 - 1984 أراد تكرار الإنجاز فحمل بطولة الدوري ولم يسمح له بحمل الكأس عندما اعتبر خاسراً قانونياً أمام الاتحاد الحلبي رغم تقدمه بنتيجة المباراة بسبب شغب جمهوره وكان هذا اللقاء في نصف نهائي المسابقة، ولكنه عاد ليحمل كأس الجمهورية عام 1987 ومن ثم ليكرر إنجازه في موسم 1995 ـ 1996 فحمل بطولة الدوري ثم كأس الجمهورية بقيادة عبد النافع حموية، ونافس الجيش مواسم 1998 - 1999 و2000 - 2001 وحل وصيفا بقيادة محمد قويض، وكذلك الأمر في موسم 2003 - 2004 وموسم 2004 - 2005 وصيفا لبطل الدوري بقيادة عماد خانكان ثم عاد لنغمة البطولات بقيادة محمد قويض بتحقيقه بطولة الدوري موسم 2005 - 2006، ليعود ويحافظ على لقبه موسم 2006-2007 ويحرز لقب كأس الجمهورية للمرة الخامسة في تاريخه وجامعا للثنائية للمرة الثالثة وليكرر الإنجاز الغير مسبوق بمحافظته على الثنائية بطولة الدوري والكأس لموسم 2007 - 2008 محرزا بطولة الدوري السابعة وبطولة كأس سوريا السادسة.
وفي موسم 2008 - 2009 بدأ الكرامة موسمه متعثراً بعد رحيل إدارة رياض الحبال ورحيل محمد قويض مدرب الفريق وبعض نجوم الفريق وكان مهدداً بالهبوط، ومع بداية الإياب عادت بعض نسور النادي المهاجرة وأهمها محمد قويض وبدأ يتقلص الفارق بين الكرامة وبين الاتحاد حتى تساوى الفريقان بالنقاط وفارق الأهداف بينهما ليتم اللجوء لمباراة فاصلة لأول مرة في تاريخ الكرة السورية في الملعب البلدي في اللاذقية وفاز فيها الكرامة 2-1 في دوري لن ينساه عشاق النادي لما واجهه الفريق من صعوبات لتحقيق لقبه، وقد حمل لقب كأس الجمهورية في نفس العام وأصبح أول نادي سوري يفوز بالثنائية لثلاث مواسم متتالية.
يرأس النادي حاليا السيد مرتضى الدندشي خلفا للسيد محمد حربة الذي جاء خلفا للدكتور رياض الحبّال ومن قبله المهندس نصوح البارودي والذي شهد الكرامة أثناء توليهما لمنصبهما حقبة ذهبية لن ينساها الحماصنة على وجه الخصوص ولا السوريين على وجه العموم.

## السمعة الخارجية لنادي الكرامة
السمعة العربية والآسيوية القاريّة، حققها نادي الكرامة عندما خاض بطولة الأندية العربية بحمص عام 1985 إلى جانب النجمة اللبناني والفيصلي الأردنّي، ومشاركته بدورة الملك حسين بالأردن في عام 1987 ولقائه مع الهلال السعودي في تصفيات دوري الأندية الآسيوية أبطال الكؤوس سنة 2000, وكذلك الأمر مع نادي الزمالك المصري في تصفيات دوري أبطال العرب عام 2004 كما شارك بدورات عربية مختلفة في العراق والأردن ومصر ونافس على ألقابها، وكان الإنجاز الأكبر بوصوله للمرة الأولى بتاريخه وتاريخ الكرة السورية إلى المباراة النهائية لدوري أبطال آسيا وخسر اللقب في اللحظات الأخيرة أمام تشونبوك الكوري بعد خسارته في كوريا الجنوبية 2-0 وفوزه في حمص 2-1.
يعدّ فريق الكرامة الفريق الآسيوي الوحيد الذي يشارك في دوري أبطال آسيا بنظامها الجديد لثلاث مرات متتالية ويتأهل في جميعها لدور الثمانية الكبار على الأقل، وفي عام 2009 شارك النادي في كأس الاتحاد الآسيوي لأسباب تنظيمية ومادية وقد وصل إلى نهائي البطولة ليواجه نادي الكويت في مباراة واحدة في ملعب نادي الكويت ويخسر المباراة بعد عدة عوامل أثرت على مستوى الفريق في تلك البطولة.
كما يلعب أبناء النادي من كوادر فنية وتدريبيّة وخبرات ولاعبين ممن يعمل في الدول العربية دوراً مهماً في المحافظة على السمعة العطرة لهاذا النادي.
وقد خرّج النادي عدة لاعبين متميزين يعدّون نجوم فرقهم حالياً. ومنهم:
- جهاد الحسين
- فراس الخطيب
- توفيق طيارة
- محمود المواس
- علاء الشبلي
- مصعب بلحوس
- عاطف جنيات
- عبد الباسط الساروت

المصدر: مكتب الإعلام في النادي.

## روابط المشجعين
تعدّ رابطة مشجعي الكرامة من أوائل روابط المشجعين التي تشكلت بالقطر فقد تشكلت عام 1975، ولها شعار من تلك الأيام وترأسها آنذاك المشجع عمر الشاغوري، وكان اهتمامها بالتشجيع وتوجيه الجماهير واختيار الهتافات الجميلة البعيدة عن الاستفزاز، وتحول اهتمام الرابطة بعد أن توالى عليها رؤساء وأعضاء داعمون إلى الجانب الداعم، والطريف أن العديد من أعضائها أصبحوا أعضاء بإدارة النادي ومنهم رئيس النادي السابق المهندس نصوح البارودي، وهي تضم المهندسين والأطباء والمحامين فتحول همها من التشجيع إلى (البرستيج)، لذلك نرى الجمهور يخرج عن النص أحياناً دون المقدرة على ضبطه رغم شكله الجميل بأعلامه الزرقاء وطبوله وزماميره دون نسيان اهتمام الرابطة بإصدار التقويمات والمفكرات لدعم صندوق النادي. وأهم المواقع الإلكترونية هي (الكرامة أونلاين )
ومن روابط النادي الحالية:
- ألتراس بلو سن (الشمس الزرقاء)
- في السعودية:
  - رابطة مشجعي الكرامة في الرياض
  - رابطة مشجعي الكرامة في جدة
  - رابطة مشجعي الكرامة في المنطقة الشرقية
- رابطة مشجعي الكرامة في الإمارات
- رابطة مشجعي الكرامة في الكويت
- رابطة مشجعي الكرامة في قطر

## المشاركات العربية والآسيوية
| الموسم    | البطولة                             | الدور          | الخصم             | الذهاب                                 | الإياب                                 |  |
| --------- | ----------------------------------- | -------------- | ----------------- | -------------------------------------- | -------------------------------------- |  |
| 2001/2000 | بطولة الأندية الآسيوية أبطال الدوري | الجولة الأولى  | الهلال            | 1p.p                                   | 0-0 في ملعب خالد بن الوليد             |  |
| 2005/2004 | دوري أبطال العرب                    | الأول          | الزمالك           | 0-0 في ملعب خالد بن الوليد             | 0-1 في ستاد القاهرة الدولي             |  |
| 2006/2005 | دوري أبطال آسيا                     | المجموعات      | الوحدة            | 1-2 في ملعب خالد بن الوليد             | 4-2 في ملعب آل نهيان                   |  |
|           |                                     | المجموعات      | صبا باتري         | 2-1 في ملعب يدقار إمام                 | 1-0 في ملعب خالد بن الوليد             |  |
|           |                                     | المجموعات      | الغرافة           | 4-0 في ستاد نادي الغرافة               | 1-3 في ملعب خالد بن الوليد             |  |
|           |                                     | ربع النهائي    | الاتحاد           | 2-0 في ستاد الأمير عبد الله الفيصل     | 0-4 في ملعب خالد بن الوليد (وقت إضافي) |  |
|           |                                     | نصف النهائي    | القادسية          | 0-0 في ملعب خالد بن الوليد             | 0-1 في ستاد محمد الحمد                 |  |
|           |                                     | النهائي        | جونبوك            | 2-0 في جيونجو ستاديوم                  | 1-2 في ملعب خالد بن الوليد             |  |
| 2007/2006 | دوري أبطال آسيا                     | المجموعات      | السد              | 1-2 في ملعب خالد بن الوليد             | 1-1 في ملعب جاسم بن حمد                |  |
|           |                                     | المجموعات      | نيفيتشي           | 2-1 في فيرجانا ستاديوم                 | 0-2 في ملعب خالد بن الوليد             |  |
|           |                                     | المجموعات      | النجف             | 1-1 في ملعب خالد بن الوليد             | 2-4 في ملعب صباح السالم                |  |
|           |                                     | ربع النهائي    | سيونغنام          | 2-1 في مجمع تانشيون الرياضي            | 2-0 في ملعب خالد بن الوليد             |  |
| 2008/2007 | دوري أبطال آسيا                     | المجموعات      | الوحدة            | 1-4 في ملعب خالد بن الوليد             | 1-0 في ملعب آل نهيان                   |  |
|           |                                     | المجموعات      | الأهلي            | 1-1 في ستاد الأمير عبد الله الفيصل     | 0-0 في ملعب خالد بن الوليد             |  |
|           |                                     | المجموعات      | السد              | 0-2 في ملعب جاسم بن حمد                | 0-1 في ملعب خالد بن الوليد             |  |
|           |                                     | ربع النهائي    | غامبا أوساكا      | 2-1 في ملعب خالد بن الوليد             | 2-0 في ستاد أوساكا إكسبو 70            |  |
| 2009/2008 | كأس الاتحاد الآسيوي                 | المجموعات      | موهون باغان       | 0-1 في ملعب خالد بن الوليد             | 0-4 في ستاد هوره                       |  |
|           |                                     | المجموعات      | الكويت            | 2-1 في ملعب نادي الكويت                | 1-2 في ملعب خالد بن الوليد             |  |
|           |                                     | المجموعات      | الوحدات           | 1-3 في ملعب خالد بن الوليد             | 3-1 في ستاد الملك عبد الله الثاني      |  |
|           |                                     | ثمن النهائي    | البسيتين          | 1-2 في ستاد البحرين الوطني (وقت إضافي) |                                        |  |
|           |                                     | ربع النهائي    | العربي            | 0-0 في ملعب خالد بن الوليد             | 0-0 (4-5 PK) في ستاد صباح السالم       |  |
|           |                                     | نصف النهائي    | بيكامكس بينه دونغ | 2-1 في ملعب جو داو                     | 0-3 في ملعب خالد بن الوليد             |  |
|           |                                     | النهائي        | الكويت            |                                        | 2-1 في ملعب نادي الكويت                |  |
| 2010      | دوري أبطال آسيا                     | الدور التأهيلي | الوحدة            | 1-0 في ملعب خالد بن الوليد             |                                        |  |
|           | كأس الاتحاد الآسيوي                 | المجموعات      | صحم               | 0-2 في ملعب خالد بن الوليد             |                                        |  |
|           |                                     | المجموعات      | شباب الأردن       | 1-1 في ملعب خالد بن الوليد             | 2-2 في ستاد الملك عبد الله الثاني      |  |
|           |                                     | المجموعات      | أهلي صنعاء        | 0-2 في ملعب خالد بن الوليد             | 0-1 في ستاد علي المريسي                |  |
|           |                                     | ثمن النهائي    | ناساف الأوزبكي    | 0-1 في ملعب خالد بن الوليد             |                                        |  |

## الإنجازات في لعبة كرة القدم
- وصيف بطل دوري أبطال آسيا عام 2006.
- وصيف بطل كأس الاتحاد الآسيوي عام 2009.
- تأهل إلى ربع نهائي دوري أبطال آسيا عامي 2007 - 2008.
- بطل الدوري السوري رجال 8 مرات مواسم: 1974/1975, 1982/1983، 1983/1984, 1995/1996, 2005/2006, 2006/2007, 2007/2008، 2009/2008.
- وصيف بطل الدوري السوري رجال 12 مرة مواسم: 1976/1977, 1984/1985, 1986/1987, 1989/1990, 1992/1993، 1994/1995، 1997/1998, 1998/1999, 2000/2001, 2003/2004, 2004/2005, 2009/2010.
- بطل كأس الجمهورية السورية 8 مرات أعوام: 1982/1983, 1986/1987، 1994/1995، 1995/1996، 2006/2007، 2007/2008، 2008/2009، 2009/2010
- وصيف بطل كأس الجمهورية السورية مرتين عامي: 1989/1990, 1997/1998.
- بطل كأس السوبر السوري مرتين عامي : 1985, 2008.
- دورة الصالات المغلقة عام 1987.
- دورة الوفاء الثانية بحمص عام 1998.
- بطولة نادي شباب الأردن الدولية عام 2006.
- بطولة حمص الدولية عام 2007.
- بطولة الترتيب العام ستة مواسم.
- البلاي أوف 1995-1996.
- بطولة الدوري السوري للشباب 12 مرة مواسم: 1974-1975، 1978-1979، 1982-1983، 1992-1993، 1998-1999، 2000-2001، 2003-2004، 2004-2005، 2005-2006، 2006-2007، 2008-2009، 2010-2009.
- بطولة الدوري السوري للناشئين 9 مرات مواسم: 1974-1975، 1985-1986، 1987-1988، 1988-1989، 1990-1991، 1997-1998، 2000-2001، 2006-2007، 2009-2010.
- بطولة الدوري السوري للأشبال 8 مرات مواسم: 1978-1979، 1995-1996، 1996-1997، 1997-1998، 1998-1999، 2000-2001، 2006-2007، 2008-2009.
- لقب هداف الدوري السوري مرتين: فواز شاهرلي 1974-1975، نبيل السباعي 1982-1983.
- كما نال مدرب الفريق محمد قويض جائزة المركز الثاني لأفضل مدرب في آسيا عام (2006) بالإضافة لأفضل مدرب عربي

## ألعاب النادي
يمارس في النادي العاب كرة القدم وكرة السلة للذكور، وكرة اليد وكرة الطاولة وكرة المضرب للذكور والإناث، وألعاب القوى للذكور والإناث، وجميع هذه الألعاب مصنفة في الدرجة الأولى.
إضافةً إلى الملاكمة والمصارعتين الحرة والرومانية والجودو والكاراتيه ورفع الأثقال والدراجات.

## الطاقم الفني والإداري

### مجلس الإدارة
- السيّد عهد خزام : رئيس النادي.
- السيد عمر عموري : معاون رئيس النادي

### الطاقم الفني
- أحمد عزام: مدرب الفريق[1]

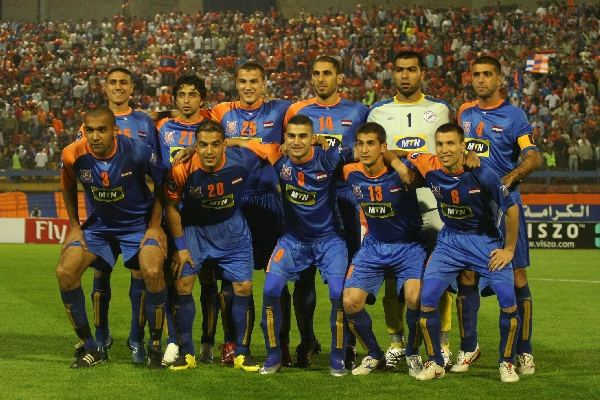
فريق الكرامة بطل الثنائية، الدوري السوري وكأس سوريا لعام 2008

- شعلان الرئيس: إداري الفريق
- ياسين الأحمد: مشرف اللياقة
- منار خزعل: المعالج الفيزيائي
- إحسان إبراهيم: مرافق الفريق
- فراس الزين: مرافق الفريق

### اللاعبون
ملاحظة: تشير الأعلام إلى المنتخب بحسب قواعد الأهلية المعتمدة من قبل الفيفا؛ تنطبق بعض الاستثناءات المحدودة. وقد يحمل اللاعبون أكثر من جنسية لا تعترف بها الفيفا.
| الرقم | البلد | المركز | اللاعب                         |
| ----- | ----- | ------ | ------------------------------ |
| 1     | سوريا | حارس   | حسين رحال                      |
| 4     | سوريا | وسط    | تامر حاج محمد                  |
| 5     | سوريا | مدافع  | عبد الله الشامي (لاعب كرة قدم) |
| 6     | سوريا | مدافع  | جهاد بسمار                     |
| 7     | سوريا | مهاجم  | سامر خانكان                    |
| 8     | سوريا | مهاجم  | ورد السلامة                    |
| 10    | سوريا | مهاجم  | نصوح نكدلي                     |
| 11    | سوريا | وسط    | يوسف قلفا                      |
| 12    | سوريا | حارس   | محمود خلف                      |
| 13    | سوريا | مدافع  | أحمد الشمالي                   |
| 14    | سوريا | وسط    | عبد الله زقريط                 |
| 16    | سوريا | مدافع  | عبد الرحمن العرجة              |
| 17    | سوريا | مهاجم  | مازن عمارة                     |
| 18    | سوريا | مهاجم  | محمود حلواني                   |

| الرقم | البلد | المركز | اللاعب           |
| ----- | ----- | ------ | ---------------- |
| 20    | سوريا | مدافع  | عبد الملك عنيزان |
| 22    | سوريا | مهاجم  | مهند فاضل        |
| 26    | سوريا | وسط    | زيد غرير         |
| 44    | سوريا | مدافع  | هيثم اللوز       |
| 90    | سوريا | مهاجم  | باهوز محمد       |

## روابط خارجية
- الموقع الرسمي لنادي الكرامة متوقف عن العمل حالياً
- موقع الكرامة أونلاين
- موقع عشاق نادي الكرامة
- موقع صدى الكرامة